# Hermann Wanckel

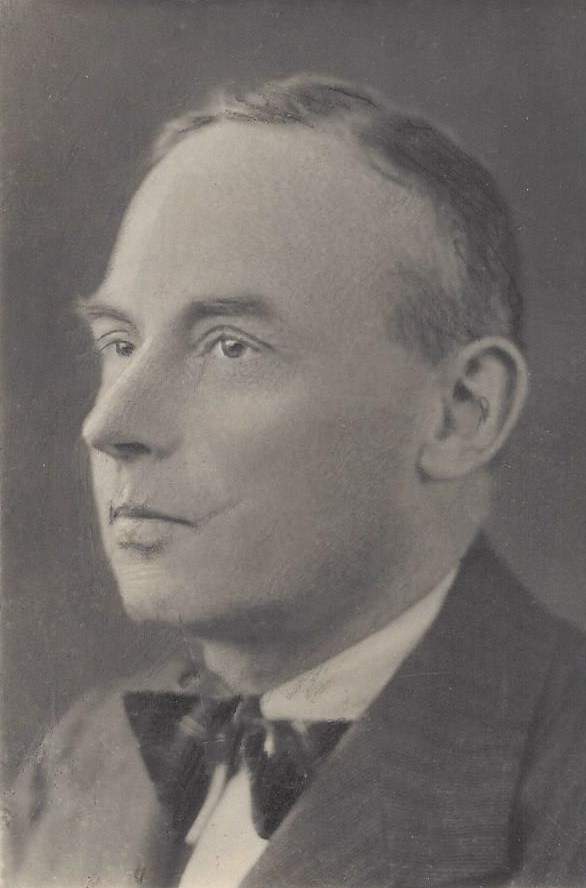
Hermann Wanckel

Hermann Gustav Wanckel (* 12. September 1895 in Meyenburg; † 6. Juli 1953 im Zuchthaus Waldheim) war ein deutscher Arzt.

## Leben
Dr. med. Hermann Gustav Wanckel war das dritte von fünf Kindern von Helene Sophie Elisabeth Wanckel (geb. Struensee, 1870–1946) und Dr. med. Hermann Otto August Wanckel (geb. Wankel, 1864–1919).
Wanckel studierte ab dem Sommersemester 1918 Medizin an der Universität Rostock. Seither gehörte er der Rostocker Burschenschaft Obotritia an. Nach dem Physikum wechselte er an die Friedrich-Wilhelms-Universität zu Berlin, die ihn 1922 zum Dr. med. promovierte. Im selben Jahr ließ er sich in Parchim als praktischer Arzt nieder.
1933 wurde er Mitglied der Nationalsozialistischen Deutschen Arbeiterpartei, des Nationalsozialistischen Deutschen Ärztebundes und der Sturmabteilung. Aus der SA trat er im Jahr des Röhm-Putschs aus. 1941 wurde er Vertrauensmann im Sicherheitsdienst des Reichsführers SS. Im Zweiten Weltkrieg war er Oberarzt in der Fahr-Ersatz-Abteilung in Parchim.
Nach dem Kriegsende in Südmecklenburg blieb er als einziger Arzt in Parchim, obwohl die Stadt der Roten Armee am 3. Mai 1945 kampflos übergeben worden war. Er wurde am 12. August 1945 festgenommen und in das Speziallager Nr. 2 Buchenwald verbracht. Die Deutsche Volkspolizei übernahm ihn am 10. Februar 1950. Da er „als Vertrauensmann des Sicherheitsdienstes der nationalsozialistischen Gewaltherrschaft wesentliche Unterstützung gewährt“ habe, verurteilte ihn das Landgericht Chemnitz im Rahmen der Waldheimer Prozesse am 12. Mai 1950 zu „15 Jahren Zuchthaus als Sühnemaßnahme“. Im Zuchthaus Waldheim starb er mit 58 Jahren „an Herzmuskelschwäche“. Er hinterließ seine Frau Katharina (geb. Wünscher, 1896–1967) und zwei Söhne Hermann (1925–1944) und Reinhold.

## Einzelnachweise

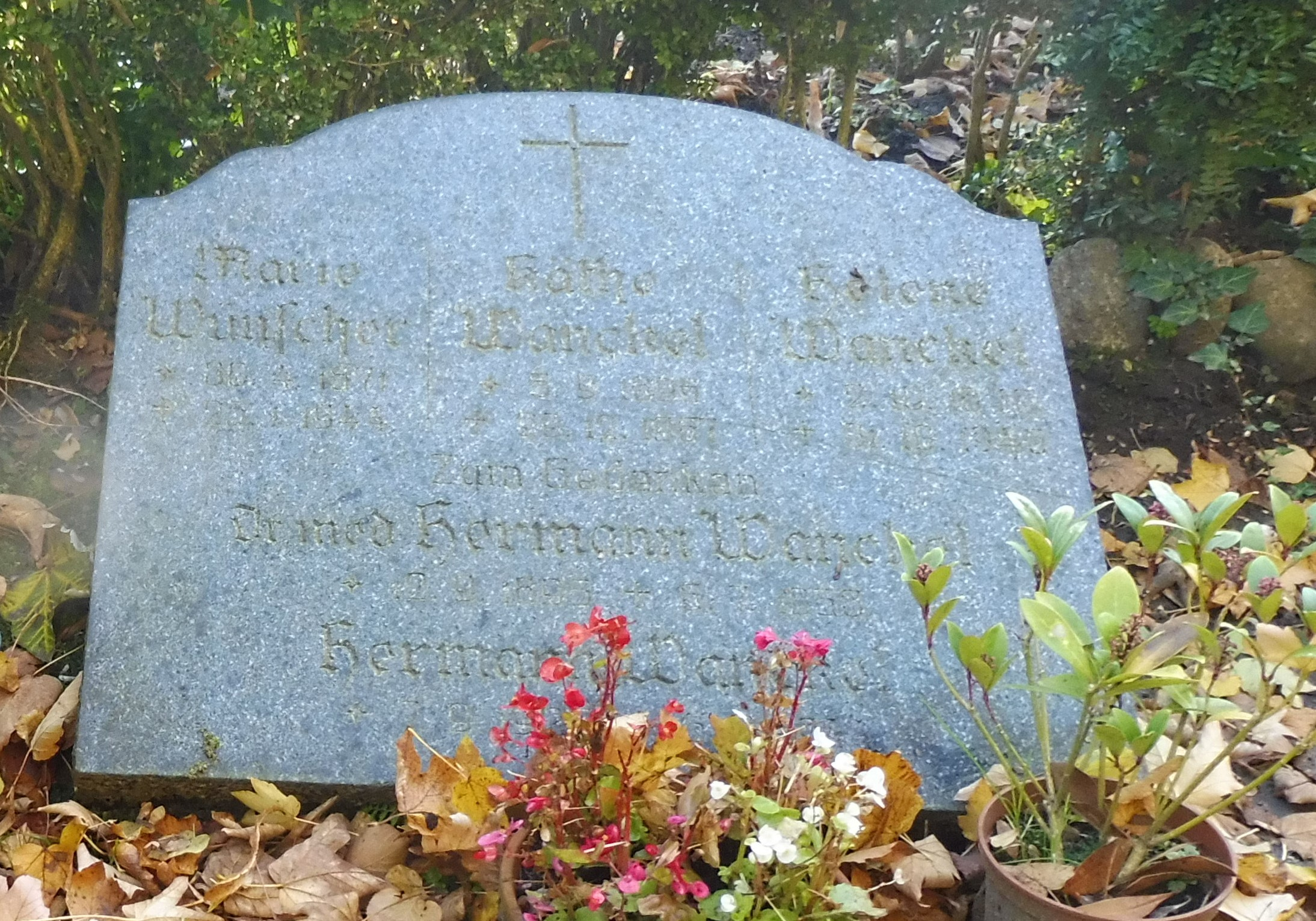
Erinnerung in Plau